# Malý Šturec
Malý Šturec je sedlo na rozhraní Velké Fatry a Kremnických vrchů v nadmořské výšce 890 m, oddělující geomorfologické podcelky Bralná Fatra na severu a Flochovský chrbát na jihu. Leží mezi Holým kopcem (1055 m) a Priečným vrchem (1048 m). Přímo pod sedlem pramení Biela voda, levostranný přítok Teplice.

## Doprava
Sedlem vede významná silniční spojnice Turce s Pohroním, silnice I/14. Železniční trať Vrútky - Zvolen prochází pod sedlem Harmaneckým tunelem (nejdelší železniční tunel na Slovensku - 4698 m). V sedle je vybudováno parkoviště s pěknými výhledy na severovýchod.

## Turismus
Sedlem prochází  značená Cesta hrdinů SNP (E8) ze sedla Turecká cesta na Kráľovu studňu (1384 m).